# Riserva naturale della Vauda
La riserva naturale della Vauda è un'area naturale protetta situata nel basso Canavese a circa 15 km a nord da Torino. 

## Territorio
La riserva occupa la parte centrale dei pianalti che caratterizzano la zona settentrionale del conoide di deiezione formatosi ai piedi del ghiacciaio delle Valli di Lanzo.
L'intera area, chiamata "Vauda" forma un triangolo tra Balangero, Rocca Canavese e Volpiano.
Quasi metà della zona protetta è proprietà del Demanio Militare da circa 185 anni come poligono militare, ma negli ultimi decenni, caduto in disuso, è stato utilizzato molto sporadicamente per esercitazioni e prove di materiali.

La Regione Piemonte ha protetto l'area nel 1993, come Riserva Naturale Integrata. Ha una superficie di 2.600 ha e interessa i comuni di San Carlo Canavese, Nole, Vauda Canavese, Front, Rivarossa, San Francesco al Campo e Lombardore.
L'area è caratterizzata da un'ampia zona pianeggiante punteggiata di stagni e laghetti, con numerose bassure e ristagni di rii di drenaggio, che ricordano nell'insieme la baraggia vercellese.
Notevole interesse naturalistico rivestono le zone umide e a brughiera (relitti di brughiera pedemontana) caratterizzate da una vegetazione di tipo steppico a base di eriche e graminacee con l'associazione di numerose specie botaniche non rare, ma non eccessivamente diffuse. Anche l'aspetto archeologico riveste notevole interesse, pur essendo stati fatti fino ad ora soltanto sporadici sondaggi che hanno comunque fatto rilevare la presenza di reperti celtico-romanici.
Nonostante l'esistenza di elementi di elevato valore naturalistico e di vincoli per la loro tutela, 70 ettari di superficie di proprietà del Demanio militare sono stati trasformati in un impianto fotovoltaico. A questo progetto si erano opposte diverse delle comunità locali ed il mondo naturalistico.[Non si tratta dell'impianto da 70 ettari nella zona del demanio militare il quale non sarà realizzato]

## Flora
È una zona di ampi spazi aperti caratterizzata dalla calluna, un'ericacea e da altre erbe come la graminaceamolinia, inframmezzate da macchie di alberi pionieri, in particolare la betulla e il pioppo tremulo. Numerose piante erbacee testimoniano la particolare povertà dei suoli ad es. la festuca tenuifolia. Molto comune è la bella gentiana pneumonanthe, che fiorisce a tarda estate.

## Fauna
Nella Vauda domina un'avifauna ormai in declino in tutta Europa: il canto dell'allodola, le quaglie nidificano senza il rischio dello sfalcio dei prati, ortolani e strillozzi trovano ancora spazi per soddisfare le loro esigenze riproduttive.
Fra la fauna della Vauda esistono molte specie umili, a larga diffusione, in teoria, ma in realtà interessanti perché ormai molto rare nelle aree di pianura. La specie più grande è il Copris lunaris: questi sono insetti che lavorano in coppia e sono in grado di seppellire notevoli quantità di sterco nei nidi in cui allevano la propria prole, scavati nel terreno a dieci-venti centimetri di profondità.

## Strutture ricettive
Il 29 novembre 1999 venne inaugurato il primo Centro Visita dell'Ente di gestione dei parchi e delle riserve naturali del Canavese con sede a Vauda Canavese, che ospitava sale espositive ed un laboratorio didattico.
Il centro è stato chiuso dopo una decina di anni e riaperto nel 2019 come Centro di documentazione.